# Rediviva albifasciata
Rediviva albifasciata là một loài ong trong họ Melittidae. Loài này được Whitehead & Steiner miêu tả khoa học đầu tiên năm 1994.